# Floriana Lima
 (mars 2017).
Si vous disposez d'ouvrages ou d'articles de référence ou si vous connaissez des sites web de qualité traitant du thème abordé ici, merci de compléter l'article en donnant les références utiles à sa vérifiabilité et en les liant à la section « Notes et références ».
Floriana Lima, née le 26 mars 1981 à Cincinnati, dans l'Ohio, est une actrice américaine. Elle est connue pour son rôle de l'inspectrice Maggie Sawyer dans Supergirl.

## Biographie
Floriana Lima est née à Cincinnati, dans l'Ohio. Elle est d'origine italienne, irlandaise, anglaise, espagnole et portugaise.
Elle a obtenu son diplôme d'études secondaires en 1999 et a continué à étudier les communications à l'université d'État de l'Ohio. Après l'obtention du diplôme d'université, elle a travaillé comme assistante de production à NBC4 à Columbus dans l'Ohio. Elle a ensuite décidé de déménager à Los Angeles pour poursuivre une carrière d'actrice.

### Vie privée
Entre 2016 et 2021, elle a été en couple avec l'acteur Casey Affleck.

## Carrière
Elle débute à la télévision en 2008 avec les séries How I Met Your Mother, Terminator : Les chroniques de Sarah Connor, Privileged et Mon meilleur ennemi.
En 2010, elle obtient des rôles dans les séries Dr House, US Marshals : Protection de témoin et Glory Daze.
En 2012, elle intègre le casting de la série médicale Mob Doctor, aux côtés de Jordana Spiro, Zach Gilford et Jesse Soffer, mais la série est annulée après une saison.
En 2014, elle tourne dans un épisode de Psych : Enquêteur malgré lui et Les Experts.
En 2016, elle obtient un rôle récurrent dans L'Arme fatale et lors de la saison deux de Supergirl.
En 2019, elle rejoint le casting de la seconde saison de The Punisher, diffusée sur Netflix, avec Jon Bernthal, Ben Barnes, Giorgia Whigham et Amber Rose Revah. L'année suivante, elle est présente dans A Million Little Things.

## Filmographie

### Cinéma
- 2009 : The Alyson Stoner Project de Kevin G. Schmidt : Flori
- 2024 : Not Without Hope de Joe Carnahan

### Télévision

#### Séries télévisées
- 2008 : How I Met Your Mother : Haley
- 2008 : Terminator : Les chroniques de Sarah Connor (Terminator : The Sarah Connor Chronicles) : Franny
- 2008 : Privileged : Une barman
- 2008 : Mon meilleur ennemi (My Own Worst Enemy) : Une femme
- 2008 - 2009 : Poor Paul : Elizabeth
- 2009 : Melrose Place : Nouvelle Génération (Melrose Place) : Carla
- 2009 : Ghost Whisperer : Une femme
- 2010 : Dr House : Gabriella
- 2010 : US Marshals : Protection de témoin (In Plain Sight) : Robin Cusato
- 2010 : Glory Daze : Maya
- 2011 : The Nine Lives of Chloe King : Lilah Montiero
- 2011 : Franklin and Bash (Franklin & Bash) : Amelia
- 2012 - 2013 : The Mob Doctor : Infirmière Rosa 'Ro' Quintero
- 2013 : Hawaii 5-0 : Allison Hutchins
- 2014 : Psych : Enquêteur malgré lui (Psych) : Love
- 2014 : Les Experts (CSI : Crime Scene Investigation) : Keri Torres
- 2015 : Allegiance : Michelle Prado
- 2016 : The Family : Bridey Cruz
- 2016 - 2017 : Supergirl : Maggie Sawyer
- 2016 - 2018 : L'Arme fatale (Lethal Weapon) : Miranda Riggs
- 2019 : The Punisher : Krista Dumont
- 2020 - 2021 : A Million Little Things : Darcy Cooper
- 2024 : Tracker : Camille Picket

#### Téléfilm
- 2010 : Kings by Night de Richie Keen : Amanda